# Ясін Бентаала
Ясін Бентаала (араб. یاسین بن طلعه, нар. 24 вересня 1955) — алжирський футболіст, що грав на позиції воротаря. По завершенні ігрової кар'єри — футбольний тренер.
Виступав, зокрема, за клуб «Хуссейн Дей», а також національну збірну Алжиру.

## Клубна кар'єра
Розпочав грати у футбол в команді «Салемб'є». В подальшому виступав за низку алжирських клубів — «Хуссейн Дей» (з яким став володарем Кубка Алжиру 1978/79), «РШ Куба» (з якою виграв чемпіонат Алжиру 1980/81 та став володарем національного суперкубка) та «УСМ Алжир» (з яким вдруге став володарем Кубка Алжиру 1987/88).
Завершив ігрову кар'єру у еміратському клубі «Аль-Васл».

## Виступи за збірну
У складі національної збірної Алжиру був учасником чемпіонату світу 1982 року в Іспанії, проте на поле не виходив.

## Кар'єра тренера
Завершивши виступи за «Аль-Васл», Бентаала продовжив працювати в клубі на посаді тренера воротарів.

## Титули і досягнення
- Чемпіон Алжиру: 1980/81
- Володар Кубка Алжиру: 1978/79, 1987/88
- Володар Суперкубка Алжиру: 1981